# 예카테린부르크역
예카테린부르크-파사즈히르스키(러시아어: Екатеринбург-Пассажирский)는 러시아 스베르들롭스크주 예카테린부르크에 있는 역으로, 시베리아 횡단철도과 스베르들롭스크 철도가 지나는 주요 교통 허브인 예카테린부르크 여객철도의 중심 역이다.
4개의 건물로 이루어진 역사 전체는 180개 이상의 당역 출발 승객과 통근 열차가 정차한다.

## 노선
예카테린부르크 역은 시베리아 횡단 본선 분기역이다. 현재의 건물은 1915년에 지어졌고 1997년부터 2001년까지 본 역은 재건되어 신역사가 완성되었다.
예카테린부르크 역은 아바칸, 아나파, 애들러, 알마티, 아스타나, 바르나울, 바쿠, 비슈케크, 블라고베셴스크, 브레스트, 블라디보스토크, 볼고그라드, 이젭스크, 이르쿠츠크, 카잔, 케메로보, 키로프, 키슬로보츠크, 크라스노야르스크, 모스크바, 상트페테르부르크, 헬싱키, 베이징 등 7개 방향으로 철도를 이용할 수 있다.